# Dick Katz (Jazzpianist, 1916)
Richard „Dick“ Katz (geb. 19. Juli 1916 in Hannover; gest. 30. März 1981 in London) war ein britischer Jazzmusiker (Piano).

## Werdegang
Katz, der ab dem Alter von fünf Jahren klassischen Klavierunterricht erhielt, verließ nach der „Machtergreifung“ der Nationalsozialisten 1933 mit seiner Familie Deutschland, um rassistischen Nachstellungen zu entgehen. In den Niederlanden arbeitete er als Techniker bei einer Plattenfirma, spielte aber bald auch als Pianist bei den Moochers und mit Willie Lewis. Nach der Besetzung der Niederlande durch Deutschland migrierte er nach England, wo er in der Band von Carlo Krahmer und Anfang 1942 bei Cyril Blake arbeitete. Mit dem Sextett von Harry Parry war er für die BBC tätig. Bevor er zur Luftwaffe eingezogen wurde, trat er 1944 bei Cab Kaye auf. Nachdem er zu den Jazzmen von Vic Lewis und Jack Parnell gehört hatte, arbeitete er im Carribean Club sowohl im Trio von Lauderic Caton als auch im eigenen Trio. Nach kurzer Zeit bei Buddy Featherstonhaugh spielte er wieder in Catons Carribean Trio, aus dem dann Ende 1947 das Quartett von Ray Ellington entstand (in dessen Band blieb er bis 1959 und war an zahlreichen Aufnahmen beteiligt). Anschließend arbeitete er in einer Theateragentur und als Manager für diverse Künstler, trat aber noch gelegentlich auf. So entstanden im November 1966 auch Aufnahmen mit Bud Freeman.
Katz war mit der Sängerin Valerie Masters verheiratet, mit der er auch auftrat.

## Diskographische Hinweise
- Kool for Katz (PYE 1959)

## Lexikalische Einträge
- John Chilton, Who’s Who in British Jazz London 2005; ISBN 978-0826472342